# Oratórios
Oratórios is een gemeente in de Braziliaanse deelstaat Minas Gerais. De gemeente telt 4.538 inwoners (schatting 2009).

## Aangrenzende gemeenten
De gemeente grenst aan Amparo da Serra, Jequeri, Ponte Nova en Urucânia.